# 스낵바

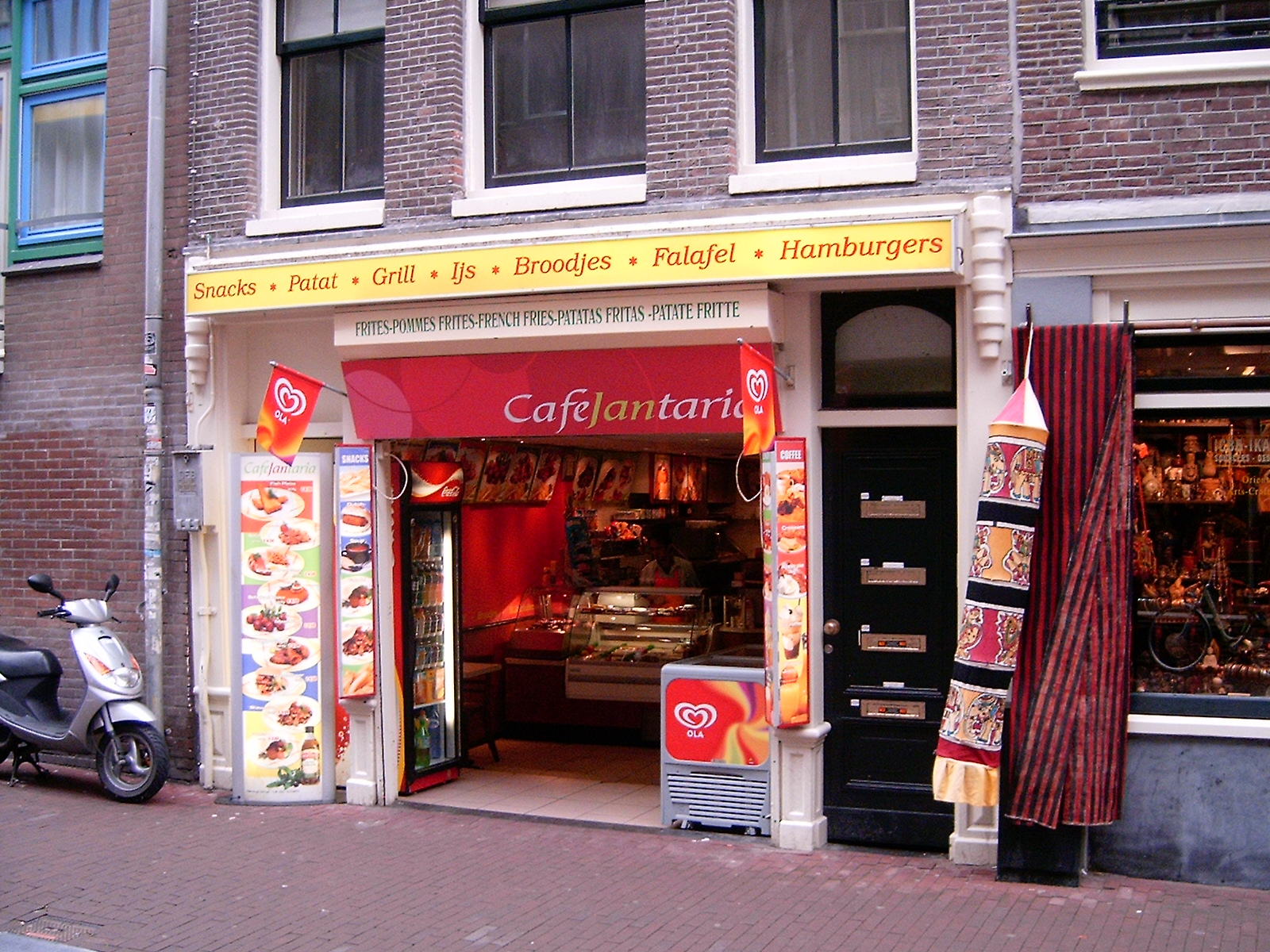
암스테르담의 한 스낵바.

스낵바(Snack Bar)는 일반적으로 서서 식사를 하는 간이형 식당을 지칭한다. 주로 카운트 서비스 혹은 셀프 서비스 형태로 운영되고 있다.

## 설명
해변 스낵바는 종종 모래 위에 높은 곳에 위치한 작은 건물이다. 청량 음료, 사탕, 껌 외에도 일부 스낵바에서는 핫도그, 햄버거, 감자튀김, 감자칩, 콘칩 및 기타 음식을 판매한다. 일반적으로 이런 경우가 있지만 때때로 "스낵바"는 작은 카페나 카페테리아를 의미한다. 영화관의 음료 및 스낵 카운터와 소규모 델리를 포함하여 다양한 소규모 캐주얼 식사 시설을 "스낵바"라고 부를 수 있다. 스낵바가 있는 많은 장소에서는 판매를 장려하기 위해 "외부 음식이나 음료 금지" 정책을 시행하고 있다.
영화관 및 기타 유형의 극장에서는 일반적으로 스낵바가 로비에 있다.
"스낵바"라는 단어가 최초로 사용된 것으로 알려진 것은 1930년이었다.